# Giải vô địch bóng đá trong nhà Đông Nam Á 2010
Giải vô địch bóng đá trong nhà Đông Nam Á 2010 (AFF Futsal Championship 2010) là lần tổ chức thứ 7 của Giải vô địch bóng đá trong nhà Đông Nam Á. Giải diễn ra tại Thành phố Hồ Chí Minh, Việt Nam từ ngày 5 tháng 4 đến ngày 11 tháng 4 năm 2010.

## Địa điểm
Tất cả các trận đấu diễn ra tại nhà thi đấu Phú Thọ, Thành phố Hồ Chí Minh, Việt Nam.

## Thể thức thi đấu
Tất cả có 5 đội tham dự giải. 5 đội sẽ đá vòng tròn một lượt tính điểm, hai đội đứng đầu bảng sẽ đá trận chung kết, đội đứng thứ ba sẽ nhận giải 3.

## Vòng bảng
|  | Đội bóng tranh chung kết |  | Đội bóng xếp hạng 3 |  | Đội bóng bị loại ở vòng loại |

Tất cả thời gian là giờ địa phương tại nơi diễn ra trận đấu.
| Đội tuyển   | số trận | thắng | hoà | thua | bàn thắng | bàn thua | điểm |
| ----------- | ------- | ----- | --- | ---- | --------- | -------- | ---- |
| Indonesia   | 4       | 4     | 0   | 0    | 19        | 5        | 12   |
| Malaysia    | 4       | 3     | 0   | 1    | 9         | 9        | 9    |
| Việt Nam    | 4       | 2     | 0   | 2    | 13        | 5        | 6    |
| Philippines | 4       | 1     | 0   | 3    | 8         | 15       | 3    |
| Myanmar     | 4       | 0     | 0   | 3    | 7         | 22       | 0    |

| Malaysia                                            | 5 – 3    | Philippines                     |
| --------------------------------------------------- | -------- | ------------------------------- |
| Ali 13', 20' · Ruzaley 15' · Qaisar ?' · Khairul ?' | Chi tiết | Zerrudo 10' · Bahadoran 10', ?' |

| Việt Nam | 8 – 1    | Myanmar      |
| --- | -------- | ------------ |
| Trương Quốc Tuấn 12', 19', 24' · Nguyễn Hoàng Giang 13' · Hà Bảo Minh 30', 39' · Nguyễn Quốc Bảo 34' · Ngô Anh Dũng 35' | Chi tiết | Htein Lin 7' |

| Philippines | 0 – 4    | Việt Nam                                                          |
| ----------- | -------- | ----------------------------------------------------------------- |
|             | Chi tiết | Nguyễn Bảo Quân ?', 23' · Nguyễn Quốc Bảo 18' · Huỳnh Bá Tuấn 22' |

| Indonesia                                                                      | 7 – 4    | Myanmar                                               |
| ------------------------------------------------------------------------------ | -------- | ----------------------------------------------------- |
| Hairul 4', 21', 35' · Socrates 11' · Deny 25' · Vennard 29' · Angga Saputra ?' | Chi tiết | Aung Thu 29' · Aye Min Win ?', ?' · Han Naing Soe 38' |

| Indonesia                                                         | 6 – 0    | Malaysia |
| ----------------------------------------------------------------- | -------- | -------- |
| Vennard 3' · Indra 12', 27' · Hairul 27' · Sayan 28' · Jaelani ?' | Chi tiết |          |

| Philippines                                | 5 – 2    | Myanmar              |
| ------------------------------------------ | -------- | -------------------- |
| Bahadoran 18', 20', 34', 37' · Zerrudo 38' | Chi tiết | Htein Lin 3' · ? 30' |

| Malaysia        | 2 – 0    | Myanmar |
| --------------- | -------- | ------- |
| Khairul ?', 21' | Chi tiết |         |

| Việt Nam          | 1 – 2    | Indonesia                           |
| ----------------- | -------- | ----------------------------------- |
| Huỳnh Bá Tuấn 18' | Chi tiết | Đặng Phước Anh ?' (l.n.) · Sayan ?' |

| Philippines | 0 – 4    | Indonesia                                                 |
| ----------- | -------- | --------------------------------------------------------- |
|             | Chi tiết | Socrates 10', 32' · Bahadoran 22' (l.n.) · Karismawan 27' |

| Việt Nam | 0 – 2    | Malaysia                      |
| -------- | -------- | ----------------------------- |
|          | Chi tiết | Ruzaley 38' · S. Devandran ?' |

## Chung kết
| Indonesia                                                           | 5 – 0    | Malaysia |
| ------------------------------------------------------------------- | -------- | -------- |
| Jaelani 8' · Vennard 23' · Deny 35' · Socrates 36' · Ali Haidar 37' | Chi tiết |          |

## Đội vô địch
| Vô địch giải bóng đá trong nhà Đông Nam Á 2010 Indonesia Lần đầu tiên |

## Các giải thưởng
- Giải fairplay: Indonesia